# Стайко Филипов
Стайко Филипов Стайков, с псевдоним Байото, е анархист, дезертьор от армията и анархистки четник, ятак и осведомител на комунистическата  Партизанска бригада „Георги Бенковски“ и на Тумангеловата чета, също от Копривщица.

## Биография
Стайко Филипов е роден в сиромашко семейство и по тази причина се хваща на работа още от дете. Двадесет годишен отбива редовната си военна служба и се завръща у дома. Работи като горски работник.
Неразделен другар на анархиста Пенчо Видин, двамата през 1916 г. са мобилизирани за участие в Европейската война. Вместо на фронта те се озовават като нелегални в гората. В продължение на три години се укриват от властите. Използват за подслон и каменната колиба в местността Кръста, която по-късно партизаните наричат „Барикадите“.
На 2 април 1919 г. Стайко Филипов е съучредител на местната партийна организация.
Байото участва в бойна група, излязла в местността на връх Буная и затова след погрома на Септемврийското въстание, на 8 септември 1923 г. е арестуван и се озовава при по-рано арестуваните Салчо Василев и Нешо Тумангелов.
Когато през 1924 г. Нешо Тумангелов и Васил Икономов сформират копривщенската анархистка чета, къщата на Байото често служи за нейно убежище. След емиграцията на тази чета той отново е арестуван и задържан за три месеца.
След превземането и кратко продължилото управление на на града от комунистическите партизани на 24 март 1944 г., отново е прибран, бит изтезаван и подлаган на мним разстрел, за да бъде сломен и проговори. Тези усилия на полицаите обаче остават безуспешни.
След 9 септември 1944 г. Стайко Филипов участва в установяването на ОФ и устройството на ТКЗС в града.

## Признание
В знак на уважение Стайко Филипов, не само поради възрастта си, а и заради личните си достойнства е наричан Байото. В града има и улица „Стайко Филипов“.